# フィンランド王国

フィンランド王国
Suomen kuningaskunta (フィンランド語)
Konungariket Finland (スウェーデン語)

国歌: 
Maamme（フィンランド語）
Vårt Land（スウェーデン語）
我等の地

フィンランド王国の地図

フィンランド王国（フィンランドおうこく、フィンランド語: Suomen kuningaskunta、スウェーデン語: Konungariket Finland）は、第一次世界大戦中のロシア革命を受け、ドイツ帝国の支援の下、1917年12月6日から1918年12月14日の短期間フィンランドに樹立された立憲君主制の王国である。首都はヘルシンキ。

## 歴史
2月革命によってロシア帝国が倒れたのを見たフィンランド議会は、1917年12月6日にニコライ2世のフィンランド大公位の廃位とフィンランドの独立を宣言。さらにスウェーデン系フィンランド人のスウェーデン人民党ら王制支持派は、内戦が終結した後、摂政に就任したペール・スヴィンヒューがドイツ帝国へ直接おもむきドイツ皇帝ヴィルヘルム2世の息子オスカー・フォン・プロイセンをフィンランド国王に迎えんと交渉した。最終的に新国王にヘッセン＝カッセル家の家長でヴィルヘルム2世の義弟であるフリードリヒ・カール・フォン・ヘッセン＝カッセルを迎えることが決まり、正式に1918年10月9日にフィンランド国王カールレ1世として即位した。
しかし、1918年11月にはドイツ帝国の敗色が濃くなり、ドイツ革命が起こった。ヴィルヘルム2世が退位し、中央同盟国は降伏した為、フィンランドの王党派（スウェーデン人民党）とフリードリヒ・カールは君主制の維持は不可能と判断、12月14日にフリードリヒ・カールは即位を辞退した。その後はカール・グスタフ・エミール・マンネルヘイムが摂政に就任したが、1919年フィンランド議会選挙で共和派が議席の4分の3を得て大勝すると、フィンランドは共和制を採用した憲法を制定した。1919年7月にはカールロ・ユホ・ストールベリが初代フィンランド大統領に就任、フィンランド共和国が成立した。
国王の称号は「フィンランド王およびカレリア王、オーランド公、ラップランド大公、カレワラとポホヨラの主たるカールレ1世 （フィンランド語: Kaarle I, Suomen ja Karjalan kuningas, Ahvenanmaan herttua, Lapinmaan suuriruhtinas, Kalevan ja Pohjolan isäntä、スウェーデン語: Karl I, Kung av Finland och Karelen, hertig av Åland, storhertig av Lappland, herre över Kaleva och Pohjola）」であった。
なお1741年から1743年までのロシア・スウェーデン戦争の時、ホルシュタイン＝ゴットルプ公ペーター（後のロシア皇帝ピョートル3世）がフィンランド王を宣言したことがある（フィンランド王国 (1742年)も参照）。

## ギャラリー
- 1917年12月6日から1918年5月24日の間、短期間使用された国旗。
- フィンランド王国王冠のレプリカ。実際の王冠が作製されることはなかったが、このレプリカは当時の設計に基づき1980年代に作られたものだった[3]。
- 国王カールレ1世（フリードリヒ・カール・フォン・ヘッセン）